# Renato Guedes
Pour les articles homonymes, voir Guedes.
Renato Guedes, né en 1980 au Brésil, est un dessinateur de comics brésilien.

## Œuvres
- 24 Heures Chrono, scénario de J.C. Vaughn, dessins de Renato Guedes, Casterman, collection Ligne rouge, 2005  (ISBN 2-203-39231-2)

- Avengers, Panini Comics, collection Marvel Comics

2. Créatures Féroces, scénario d'Ed Brubaker, Cullen Bunn, Alex Irvine et Brian Michael Bendis, dessins de Lan Medina, Alessandro Vitti, Alan Davis et Renato Guedes, 2012  (ISBN 978-2-8094-2769-1)
- Green Lantern, scénario de Geoff Johns, Urban Comics, collection DC Renaissance

2. La Vengeance de Black Hand, dessins d'Ethan Van Sciver, Jim Calafiore, Renato Guedes, Pete Woods et Doug Mahnke, 2013  (ISBN 978-2-365-77214-3)
- Superman - Les Origines, scénario de Mark Waid, dessins de Renato Guedes, Scott Kolins et leinil Francis Yu, Urban Comics, collection DC Essentiels, 2013  (ISBN 978-2-365-77180-1)
- Superman, Panini Comics, collection DC Icons

5. Le Monde selon Atlas, scénario de James Robinson, dessins de Renato Guedes, 2010  (ISBN 978-2-8094-1353-3)
- Wolverine, Panini Comics, collection Marvel Comics

1. Wolverine en enfer (1/3), scénario de Jason Aaron, dessins de Renato Guedes, 2011  (ISBN 978-2-8094-2176-7)
2. Wolverine en enfer (2/3), scénario de Jason Aaron, dessins de Renato Guedes, 2011  (ISBN 978-2-8094-2197-2)
3. Wolverine en enfer (3/3), scénario de Jason Aaron, dessins de Renato Guedes, 2011  (ISBN 978-2-8094-2207-8)
4. La Fête, scénario de Jason Aaron, dessins de Renato Guedes, 2011  (ISBN 978-2-8094-2273-3)
8. Mythes, monstres et mutants (1/4), scénario et dessins collectifs, 2012  (ISBN 978-2-8094-2391-4)
9. Mythes, monstres et mutants (2/4), scénario et dessins collectifs, 2012  (ISBN 978-2-8094-2528-4)
10. Mythes, monstres et mutants (3/4), scénario et dessins collectifs, 2012  (ISBN 978-2-8094-2547-5)
- Le Studio, Bliss Comics, scénario de Marguerite Bennett, 2025  (ISBN 978-2-37578-361-0)